# Ковтун, Карп Иванович
Карп Иванович Ковтун (15 мая 1908 — 13 ноября 1936) — советский военнослужащий, лейтенант, командир звена 109-й истребительной авиационной эскадрильи 36-й авиационной бригады. Первый из уроженцев Воронежской области удостоен (посмертно) звания Героя Советского Союза.

## Биография
Родился в посёлке Шарко-Бакумовка (ныне — Панинского района Воронежской области) в семье крестьянина.
Окончил 4 класса. Работал по найму, в 18 лет заведовал избой-читальней, а спустя год возглавил сельсовет. Член ВКП(б) с 1931 года.
В Красной Армии с 1930 года. В 1933 году окончил Ворошиловградскую военную авиационную школу лётчиков, в 1934 — курсы командиров звеньев. В звании лейтенанта командовал звеном истребительной авиационной эскадрильи в Киевском округе.

### На гражданской войне в Испании
Участвовал в гражданской войне в Испании с 13 октября по 13 ноября 1936 года. Прибыл в Испанию на пароходе «Карл Лепин» в составе группы советских лётчиков под командованием капитана П. В. Рычагова. В Испании имел псевдоним “Ян Ковальчук”.
Командовал отрядом истребителей «И-15» на Центральном фронте, прикрывал Мадрид от налётов авиации противника. В воздушных боях сбил 5 самолётов противника.
13 ноября 1936 года был сбит, таранив вражеский самолёт при отражении воздушного налёта на Мадрид. Приземлился на территории франкистов. В плену подвергся зверским пыткам и был убит. 
14 ноября 1936 года над Мадридом с самолёта был сброшен на парашюте ящик с частями тела советского лётчика. В ящике также находилась записка с угрозами в адрес остальных советских лётчиков.
Похоронен на деревенском кладбище в 12 км от аэродрома Алькала-де-Энарес. Могила сохранилась

## Награды
- Герой Советского Союза.
- Орден Ленина.

## Память
- На Байковом кладбище в Киеве в 1960-е годы была сооружена символическая могила Героя СССР Карпа Ковтуна.
- В СССР был выпущен почтовый конверт, посвящённый К. И. Ковтуну.
- В 1980-х годах имя Героя было присвоено улице в Никольском (Левобережный район). В 1997 году название официально утверждено городской администрацией[3].
- 1 октября 2011 года был торжественно открыт бюст Героя СССР в Аллее Героев парка посёлка Панино, рядом с братской могилой.